# Малакенг
Малакенг (англ. Malakeng) — одна з місцевих громад, що розташована в районі Мафетенг, Лесото. Населення місцевої громади у 2006 році становило 8 382 особи.